# Karpatsko-dukelská operace
Karpatsko-dukelská operace byla útočná operace sovětských a československých vojsk v jihovýchodním Polsku a na severovýchodním Slovensku na podzim roku 1944, která měla spojit povstalecké síly Slovenského národního povstání se sovětskými armádami. Šlo o součást Východokarpatské operace Rudé armády. Po potlačení povstání německými jednotkami a přechodu povstaleckých jednotek na partyzánský způsob boje ztratila svoje opodstatnění a byla ukončena.

## Celková situace v oblasti na podzim 1944

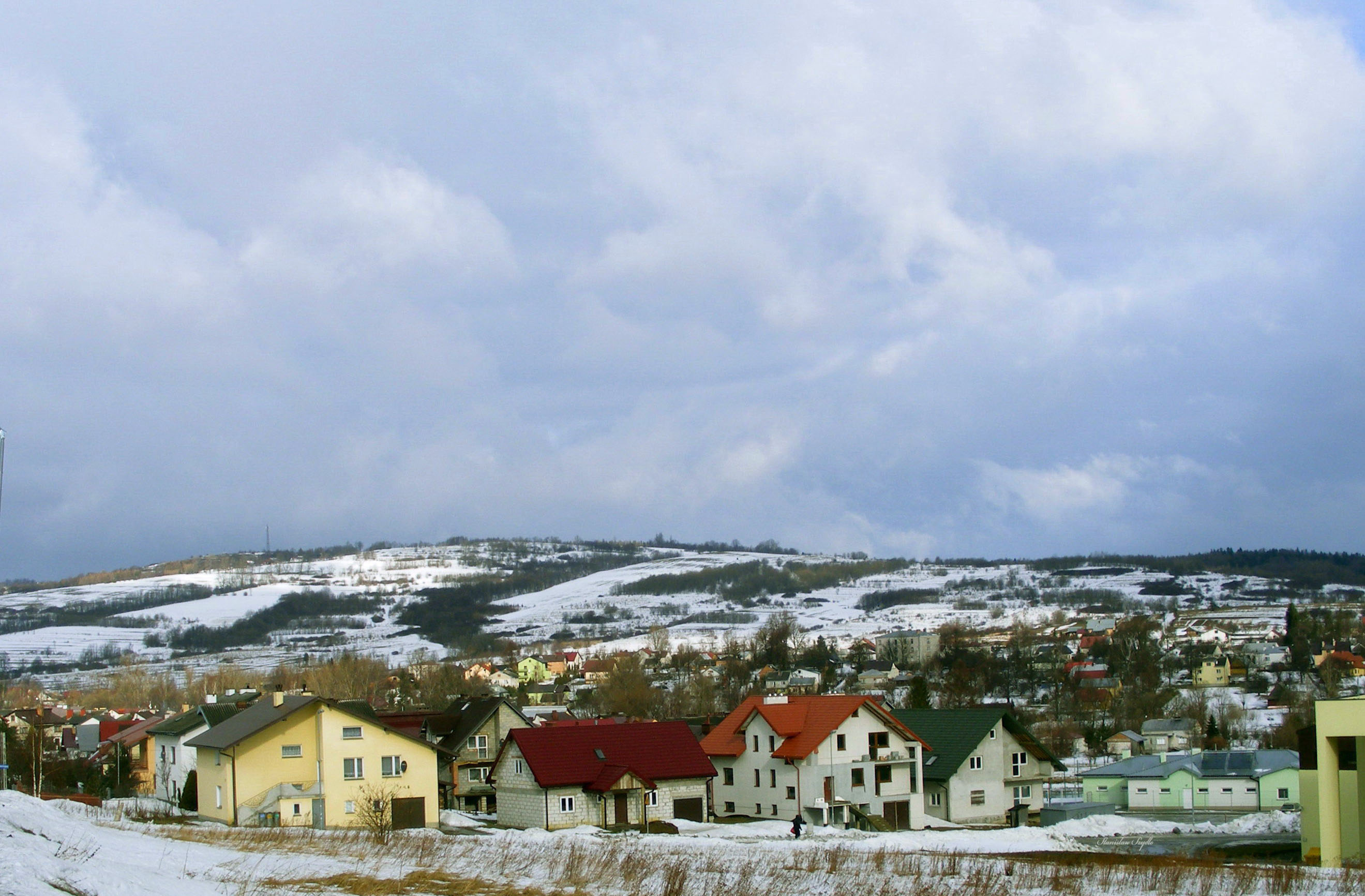
Dukla, kóta 534

Hlavní vojenský plán, se kterým počítalo vojenské ústředí a organizátoři Slovenského národního povstání předpokládal, že dvě východoslovenské divize, držící asi 100km frontu mezi německými jednotkami v oblastech severovýchodního Slovenska, otevřou Karpatské průsmyky a povstalecká armáda soustředěná na středním Slovensku bude toto území ve spolupráci s partyzánskými oddíly bránit až do příchodu sovětské armády. Tento plán byl schválen jak československou exilovou vládou v Londýně, tak exilovým vedením KSČ v Moskvě. Prodiskutován byl i s velením sovětských vojsk. Povstání však vypuklo předčasně, když ani jedna ze stran nebyla na ozbrojený boj důsledně připravená. Rozkaz k zahájení povstání byl vydán 29. srpna 1944 večer. Tento rozkaz ale nebral v potaz, že 28. srpna slovenská vláda vydala souhlas se vstupem německých vojsk na své území. Vstup německých vojsk na Slovensko 29. srpna 1944 byl katalyzátorem nezvratných událostí, které se od něj rychle odvíjely. Pro Karpatsko-dukelskou operaci však bylo rozhodující to, že 31. srpna začala německá vojska odzbrojovat jednotky východoslovenské armády, a tak narušila základní předpoklady úspěchu celého povstání.
Začátkem září 1944 se levé křídlo vojsk 1. ukrajinského frontu, které tvořila 38. armáda generálplukovníka K. Moskalenka, a pravé křídlo 4. ukrajinského frontu, který tvořila 1. gardová armáda generálplukovníka A. Grečka, nacházela v předhůří Karpat, zhruba severovýchodně od linie Krosno–Sanok. Tato vojska jen krátce předtím ukončila Lvovsko-sandoměřskou operaci. Po vypuknutí SNP na Slovensku v týle německých armád uložilo velení sovětské armády 1. a 4. ukrajinskému frontu připravit a uskutečnit vojenskou operaci na pomoc tomuto povstání; překročit Karpaty, vstoupit na území bývalého Československa a spojit se s povstalci. Na přípravu tohoto vstupu dostala velení frontů pouhé 4 dny.

### Německá obrana
Karpaty se vkliňovaly do území osvobozeného sovětskými armádami jako nejpevnější část německé obrany. Samotné sovětské velení nejdříve ani neplánovalo tyto hornaté oblasti pracně dobývat, ale spoléhalo se na to, že je Němci v obavách z obklíčení sami opustí, jakmile sovětské jednotky proniknou rovinami Polska a Maďarska dále na západ.
Severovýchod Slovenska bránila německá operační skupina Heinrici, kterou tvořila 1. tanková armáda a 1. královská maďarská armáda. Obě armády se nacházely v dobře vybudované obraně sahající až do hloubky 50 km. Obrana se soustředila hlavně na průchodná údolí potoků a říček a na horské průsmyky, které byly jedinými schůdnými místy pro sovětskou těžkou techniku.

### Sovětský plán
Až v období dokončování příprav vyšlo najevo, že žádnou pomoc od slovenských divizí, které držely průsmyky, Rudá armáda nedostane. Naopak sama se musí pokusit pomoci povstalcům, kteří se nacházeli několik stovek kilometrů hluboko v německé obraně. Ta byla velice dobře zajištěná, navíc v terénu nevhodném pro rozsáhlou ofenzivní činnost a nasazení tanků. Sovětské velení odzbrojení dvou východoslovenských divizí a jejich faktické vyřazení z bojů vzalo do úvahy a výsledkem bylo zrušení vzdušného výsadku, který měl společně s povstalci obsadit průsmyky. Samotná operace zrušena nebyla, což bývá vysvětlováno z politického hlediska jako gesto sovětské pomoci povstání.
V nejdůležitějším směru hlavního úderu Krosno–Dukla–Prešov měla útočit sovětská 38. armáda generála K. S. Moskalenka, posílená 25. tankovým sborem, 1. gardovým jezdeckým sborem a Prvním československým armádním sborem v SSSR. Pomocnou ofenzivní činnost ve směru Sanok–Prešov mělo poskytnout pravé křídlo 1. gardové armády. V operačním plánu se dále předpokládalo, že první pásmo obrany v Karpatském předhůří překonají nejdříve vojska 38. armády a potom 25. tankový, 1. gardový jezdecký a 1. československý armádní sbor zabezpečí rychlým tempem vývoj operace tak, že v průběhu 4 až 5 dní útočící vojska dosáhnou pásmo Stará Ľubovňa – Prešov. 38. armádu při tom měla podporovat část 2. letecké armády a 1. gardová část 8. letecké armády. Útok dvou východoslovenských divizí do týlu německé obrany byl naplánovaný na 3. den.

## Boje

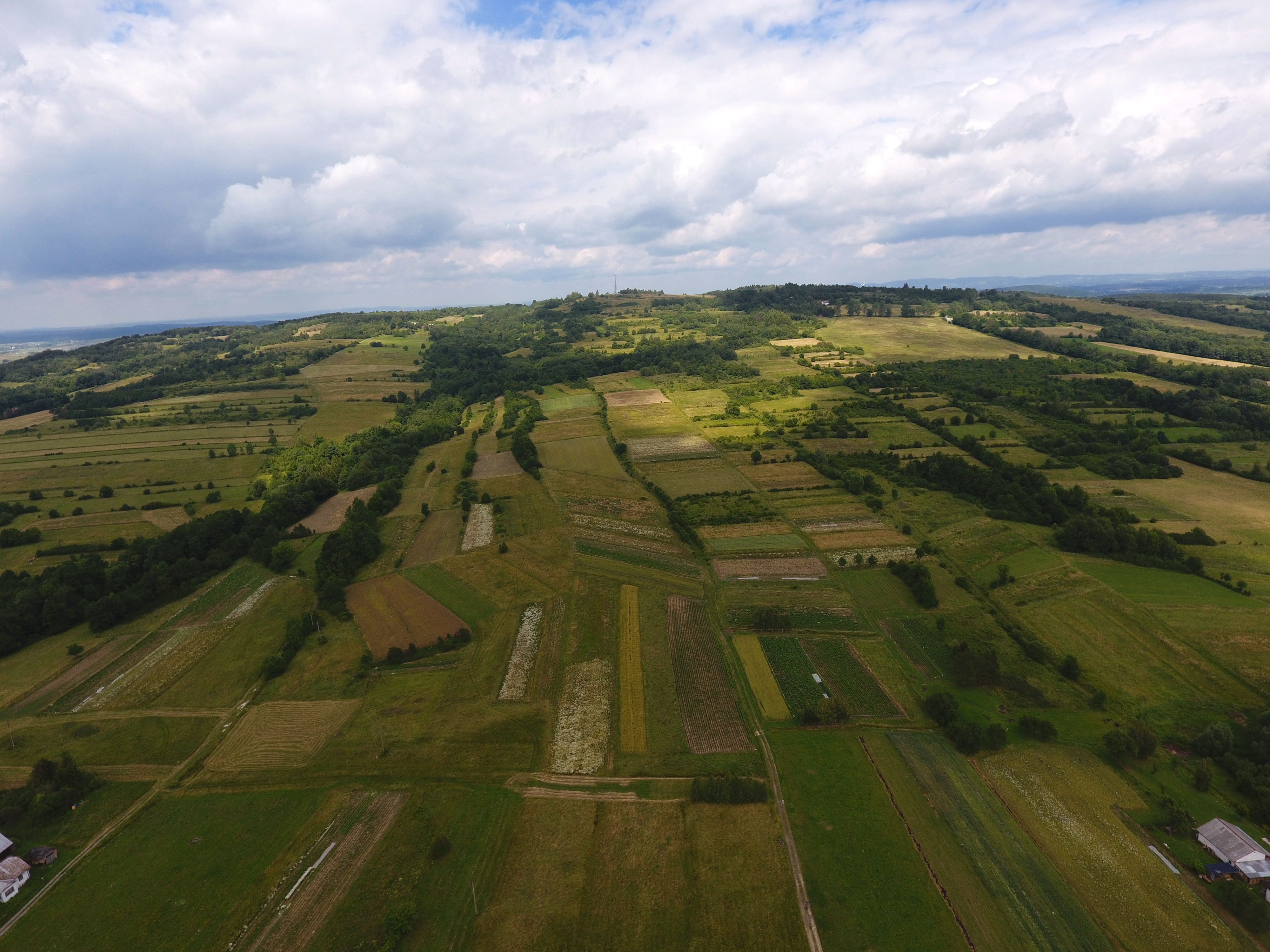
Dukla, kóta 534 (pohled z jihu na sever)

8. září 1944 v 6.40 začala operace mohutnou raketovou, dělostřeleckou a minometnou přípravou. Z důvodu prozrazení začátku operace ale projektily dopadaly většinou do prázdného prostoru, neboť německé velení stáhlo jednotky do druhého obranného pásma. Po palebné přípravě v 8.40 vyrazila vojska 38. armády se značnou podporou letectva do útoku a úspěšně překonala první (vyklizené) pásmo německé obrany, přičemž však nebyla schopna dobýt Krosno za pochodu, ale byla ho nucena obejít. To se později ukázalo jako problém, neboť tím zůstaly zablokovány komunikace nutné pro další postup sovětských jednotek. Maršál Ivan Stěpanovič Koněv nařídil nasadit ráno 9. září druhý sled 38. armády: 1. gardový jezdecký sbor, 1. československý armádní sbor v SSSR a 25. tankový sbor (celkem 30 000 mužů), který se do výchozích postavení přesouval v noci. Následující postup těchto jednotek ale nebyl dostatečně rychlý, neboť byly nuceny se přesouvat lesními cestami z důvodu neprůchodnosti komunikací vedoucích přes dosud obsazené Krosno.
Odpor německých jednotek zesílil. Tyto jednotky totiž začaly obsazovat dříve vybudovanou obrannou linii v hloubce 6 až 12 km. Německé velení v té době přesunulo do oblasti bojů 2 tankové a 2 pěší divize (o celkové síle asi 12 500 mužů), které stáhlo z jiných úseků fronty a hlavně z nasazení proti povstalcům. Na této linii se Němcům podařilo zadržet postup sovětských a československých jednotek. V té stejné době přešlo do útoku i pravé křídlo 1. gardové armády, které ale úpornou německou obranou také podstatně neproniklo. Na styku 38. a 1. gardové armády byli nasazeni vojáci 2. československé paradesantní brigády, kteří ve spolupráci se sovětskými tankovými jednotkami vybojovali urputné boje o obce Pułavy, Pielin, Dalany a Jędruskowce. Následně se 18. září, na rozkaz velitele frontu, tito vojáci začali stahovat do týlu, kde se připravovali na odlet na Slovensko k povstalcům. V souvislosti s pomalým postupem útočících vojsk byly z frontových záloh vyčleněny na pomoc operaci 4. gardový a 31. tankový sbor, další menší jednotky a hlavně dělostřelectvo.
9. září v bojích v první linii u obcí Bóbrka, Wrocanka a Machnówka utrpěl těžké ztráty 1. československý armádní sbor. Československé velení se totiž mylně domnívalo, že postupuje územím obsazeným Rudou armádou a 1. a 3. brigáda postoupila v nebojové sestavě přímo do palebného prostoru německého dělostřelectva. Poté, co byli českoslovenští vojáci zasaženi dělostřeleckou a minometnou palbou, museli čelit výpadu německé pěchoty. Výsledkem byla ztráta 600 mužů a útěk některých méně zkušených vojáků. Disciplinovaný odpor kladli zejména veteráni 1. světové války a část dělostřelectva pálící napřímo. Po německém útoku zůstala 1. brigáda oslabena a 3. brigáda přestala prakticky existovat. Velitel 1. československého armádního sboru gen. Jan Kratochvíl byl maršálem Koněvem odvolán a na jeho místo byl ustaven generál Ludvík Svoboda. Výměna velitelů u jednotek, které přestaly útočit, proběhla i u sovětských jednotek.
Po zdlouhavých několikadenních bojích se sovětským a československým jednotkám podařilo vyvrátit i druhé pásmo německé obrany a obsadit město Dukla. 1. československý armádní sbor od 10. září 1944 vybojoval velmi těžké boje o kótu 534, dominantu německé obrany u města Dukla. Tyto boje vrcholily 20. září. Od 13. září začal mezerou v německé obraně postupovat do německého týlu 1. gardový jezdecký sbor. Jeho úlohou bylo postoupit ve směru na Zborov a Bardejov, odkud měl dále rozvíjet ofenzivní činnost směrem na Starou Ľubovňu. Německé velení ale proti pronikajícímu sboru nasadilo tankové jednotky, kterým se podařilo uzavřít vzniklý průlom a začaly jezdecký sbor obkličovat. Sovětským tankovým jednotkám se už nepodařilo postoupit za gardovým jezdeckým sborem, který se dostal na jihovýchod od Dukelského průsmyku. Jezdecký sbor proto dostal novou úlohu; obsadit komunikaci spojující průsmyk se Svidníkem a odříznout tak Němcům ústupovou cestu na jih. Ani to se mu však kvůli silné, stále se stupňující obraně nepřítele a pro nedostatek munice nepodařilo. Proto se začal probojovávat zpět k sovětským vojskům.
V druhé polovině září 1944 z útočících jednotek postoupila nejvíce 1. gardová armáda. Do útoku byly postupně nasazovány i ostatní síly 4. ukrajinského frontu, které začaly Východokarpatskou operaci, která měla za cíl osvobodit celou oblast Východních Karpat. 20. září 1944 1. gardová armáda překročila hlavní karpatský hřeben a vstoupila na československé území. Jednotky prvního sledu z 3. horského střeleckého sboru 21. září 1944 osvobodily první slovenskou obec Kalinov, ale celkově se jim nepodařilo výrazně postoupit přes německá postavení. Koncem září probíhaly též těžké boje v prostoru 38. armády, kde se československé jednotky snažily probojovat ke státní hranici. Československý armádní sbor tu vybojoval těžkou bitvu o Hyrowou horu, ale stále se nacházel severně od dukelské silnice, u obce Zyndranowa a v okolí průsmyku. Část jednotek 67. střeleckého sboru 4. října 1944 pronikla německou linií jižně od Dukelského průsmyku a postoupila na československé území. Československý armádní sbor je při tom následoval, překročil Dukelský průsmyk a ještě týž den po boji osvobodil Vyšný Komárnik.
Německé jednotky se zachytily na dalším obranném pásmu 6 km jižně od průsmyku a opíraly svou obranu o vrchy Javira a Obšar. Další útoky na tuto linii obrany se jim podařilo odrážet. Velení 38. armády proto rozhodlo přenést úder jihovýchodně od průsmyku ve směru cesty Kapišová – Svidník. Odtud se jednotky 67. střeleckého sboru s podporou tanků pokusily prorazit k hlavní komunikaci směřující z Dukelského průsmyku. Právě zde se v údolí potoka Kapišovka mezi obcemi Nižná Pisaná a Kapišová od 25. do 27. října 1944 odehrály nejtvrdší boje celé operace. Německá obrana se tu opírala o kopcovitý terén, který byl v té době důsledkem deště těžko schůdný. Obě strany v krvavých bojích vedených za nepříznivého podzimního počasí utrpěly těžké ztráty. Sovětským jednotkám se nepodařilo výrazněji postoupit.
Právě v té době se německým vojskům podařilo potlačit povstaleckou armádu na středním Slovensku. Proto se velení 1. ukrajinského frontu rozhodlo Karpatsko-dukelskou operaci zastavit. Československé a sovětské jednotky přešly 28. října 1944 do dočasné obrany.
Postup hornatým terénem slovenských hor trval československým, rumunským a hlavně sovětským vojskům až do dubna 1945. Osvobozovací boje byly završeny v rámci Východokarpatské operace.

## Výsledek

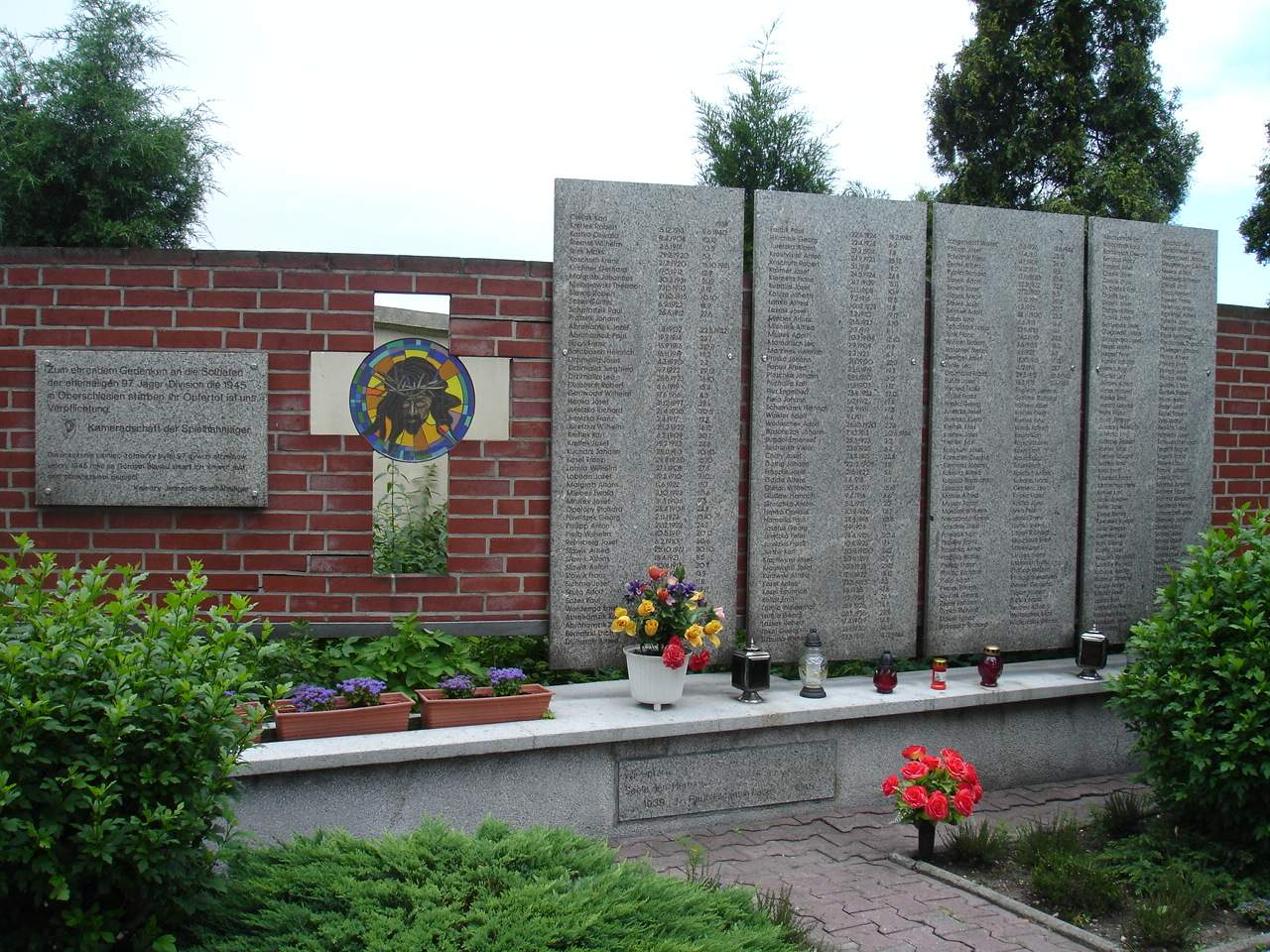
Památník padlým z německé 97. jednotky horských myslivců, Krzanowice, Polsko

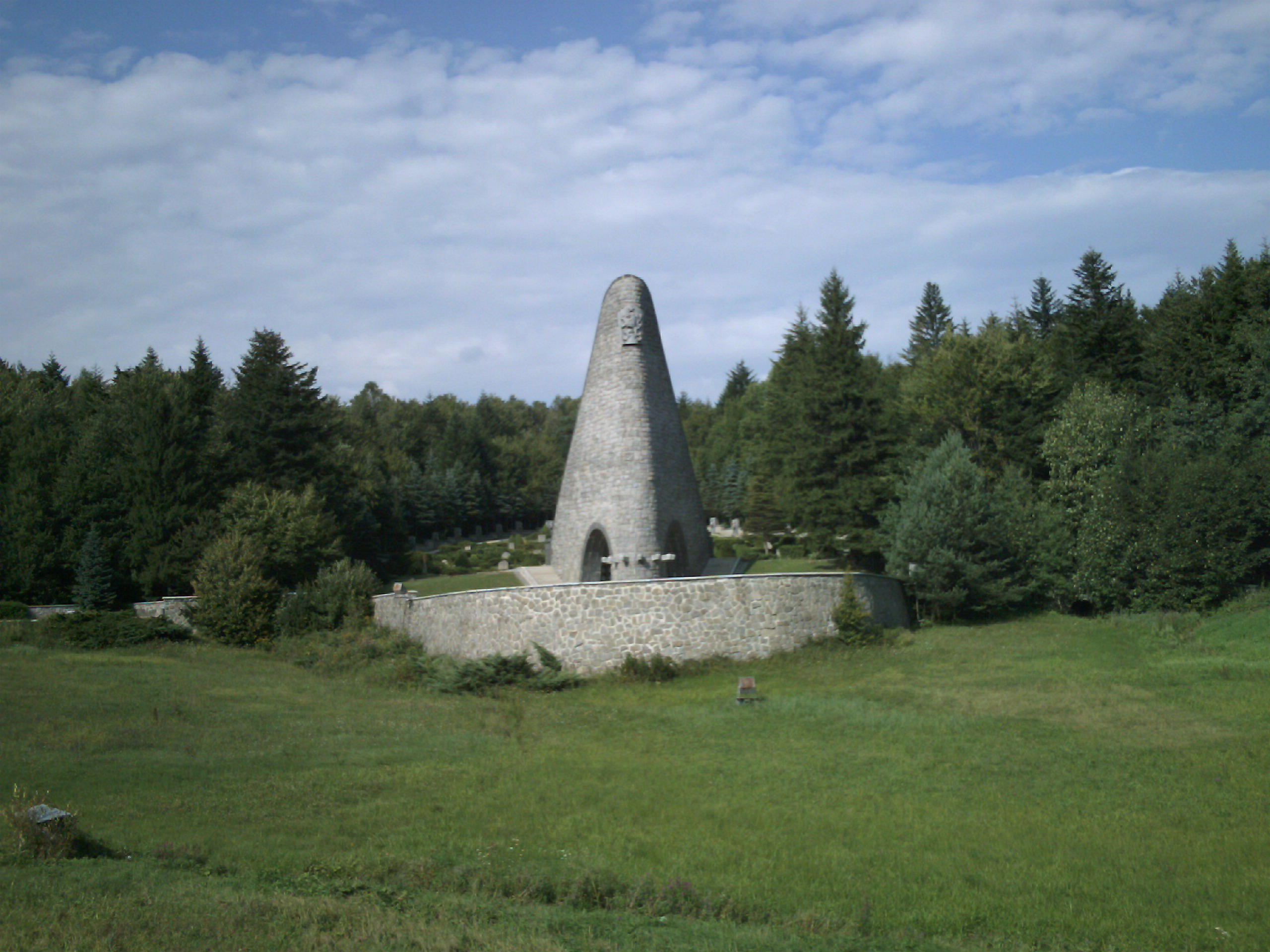
Památník v Dukelském průsmyku

Karpatsko-dukelská operace skončila neúspěchem. Jinými slovy nesplnila cíle, které tato operace měla stanovené. Odehrávala se v krajně nepříznivých podmínkách a byla do značné míry plýtváním lidských a materiálních sil útočících jednotek. Od začátku neměla operace velké vyhlídky na úspěch i s ohledem na její nepřipravenost. Do jisté míry měla  smysl jako operace k vázání nepřátelských sil. Ty nemohlo německé velení nasadit proti povstalcům a tak byla největší vojenskou pomocí, kterou povstání poskytla. Útočné úsilí sovětských a československých vojsk bylo nesmírné, což je pozorovatelné na jejich částečném postupu neprůchodným a tvrdě bráněným horským terénem. Přitom zatlačily nepřítele do hloubky Východních Karpat a způsobily mu značné ztráty (podle sovětských údajů 52 000 mrtvých, raněných a nezvěstných a 26 000 zajatých německých vojáků), na technice a zbraních (800 děl a minometů, do 185 tanků). Ztráty Sovětů a Čechoslováků ale byly také těžké. Padlo přibližně 10 500 sovětských vojáků. Zároveň padlo 1800 příslušníků 1. československého armádního sboru, 4500 jich bylo raněno a sbor přišel o 90 % velitelů.
V pozdějším období se objevily spekulace o úmyslném nasazení 1. čs. armádního sboru sovětským velením do nejtěžších bojů se záměrem co nejvíce sbor oslabit. Jiní[kdo?] tvrdí, že ve skutečnosti se jednalo o běžný sovětský způsob používání vojenských jednotek (tj. bez ohledu na lidské ztráty) a že stejným způsobem byly používány i jednotky Rudé armády.